# Juliette Vidal
Juliette Angèle Vidal (* 21. März 1999 in Lille) ist eine französische Fußballspielerin, die seit Juli 2024 dem Profikader von Bayer 04 Leverkusen angehört.

## Karriere

### Vereine
Vidal spielte von 2015 bis 2017 erstmals im Seniorinnenbereich für den FC Lorient in der Division 2 Féminine, der zweithöchsten Spielklasse im französischen Frauenfußball. Sie debütierte am 18. Oktober 2015 (6. Spieltag) bei der 1:3-Niederlage im Heimspiel gegen den US Saint-Malo als Einwechselspielerin für Elody Salaün zur zweiten Spielhälfte. Ihr einziges Saisontor gelang ihr am 27. März 2016 (17. Spieltag) beim 4:2-Sieg im Heimspiel gegen den Le Mans FC mit dem Treffer zum Endstand in der 81. Minue.
Im Jahr 2017 begab sie sich in die Vereinigten Staaten nach Greenwood im Bundesstaat South Carolina zwecks Aufnahme eines Studiums an der Lander University. Für das Sport-Team der Bildungseinrichtung, den Bearcats, bestritt sie in den Spielzeiten 2017 und 2018 als Freshman und Sophomore 33 Meisterschaftsspiele in der Peach Belt Conference (Division II der NCAA), in denen ihr zwölf Tore gelangen.
Anschließend war sie von Juli 2019 bis Januar 2022 an der High Point University im gleichnamigen Ort im Bundesstaat North Carolina eingeschrieben und kam in dieser Zeit auch für das Sport-Team der Bildungseinrichtung, die Panthers, in 48 Meisterschaftsspielen in der Big South Conference zum Einsatz, in denen sie neun Tore erzielte.
In ihre Heimat zurückgekehrt, kam sie für den französischen Erstligisten AS Saint-Étienne in acht Punktspielen  in der Rückrunde der Saison 2021/22 zum Einsatz; in ihrem letzten am 28. Mai 2022 (21. Spieltag) bei der 2:4-Niederlage im Auswärtsspiel gegen den FC Fleury erzielte sie mit dem Treffer zur 1:0-Führung in der neunten Minute ihr einziges Tor.
In der Saison 2022/23 war sie in 14 Punktspielen für den FC Basel in der Women’s Super League aktiv und erzielte zwei Tore. In der Folgesaison trug sie mit einem Tor in 26 Punktspielen in der Super League Vrouwenvoetbal für die Frauenfußballmannschaft des RSC Anderlecht zur Meisterschaft bei und zu ihrem ersten Titel.
Am 11. Juli 2024 wurde sie vom Bundesligisten Bayer 04 Leverkusen verpflichtet, der sie mit einem bis zum 30. Juni 2026 datieren Vertrag an sich band.

### Nationalmannschaft
Ihr Länderspieldebüt gab sie für die U17-Nationalmannschaft, die am 17. Dezember 2015 in Düsseldorf mit 1:4 gegen die U17-Nationalmannschaft Deutschlands unterlegen war. Ihren letzten Einsatz hatte sie am 19. März 2016 in Flers im EM-Qualifikationsspiel der Eliterunde beim 1:1-Unentschieden gegen die U17-Nationalmannschaft Tschechiens mit 1:1 unentschieden beendete.

## Erfolge
- Belgischer Meister 2024